# Evanescence
Evanescence är ett amerikanskt rockband som bildades 1995 i Little Rock, Arkansas av sångerskan/pianisten Amy Lee och gitarristen Ben Moody. Gruppens genombrott kom i samband med debutalbumet Fallen (2003), som med fler än 17 miljoner sålda exemplar hjälpte dem att vinna två Grammy Awards. Till bandets populäraste låtar hör singlarna "Bring Me to Life", "Going Under", "My Immortal" och "Call Me When You're Sober".
Evanescence tredje album är det självbetitlade Evanescence som släpptes den 4 oktober 2011. Det är deras första album sedan The Open Door från 2006.

## Historia

### Grundandet och tidiga år (1995–2002)
Evanescence grundades av sångerskan/pianisten Amy Lee gitarristen Ben Moody. De två träffades 1994 på ett ungdomsläger i Little Rock där Moody hörde Lee spela Meat Loaf-låten "I'd Do Anything for Love (But I Won't Do That)" på piano. Deras första låtar tillsammans var "Solitude", "Give Unto Me", skrivna av Lee och "Understanding", "My Immortal" skrivna av Moody. Låtarna redigerades av båda artisterna.
Två av deras sånger fick speltid på lokala radiostationer, de blev mer och mer kända i lokala kretsar som efterfrågade en konsert. Till slut dök de äntligen upp live och blev ett av de mest populära banden i området. De experimenterade med olika gruppnamn som till exempel Childish Intentions och Stricken men beslutade sig för Evanescence, som betyder "försvinnande" eller "blekna bort". Lee har förklarat att hon älskar namnet: "It is mysterious and dark, and places a picture in the listeners' mind." ("Det är mystiskt och mörkt, och skapar en bild i lyssnarens sinne.")
Det första material Evanescence släppte var två EP-skivor; Evanescence EP och Sound Asleep EP som båda såldes i mycket liten upplaga efter spelningar i slutet av 1990-talet. Första demoskivan, Origin, släpptes i begränsad upplaga 2000.

### FallenochAnywhere but Home(2003–2005)

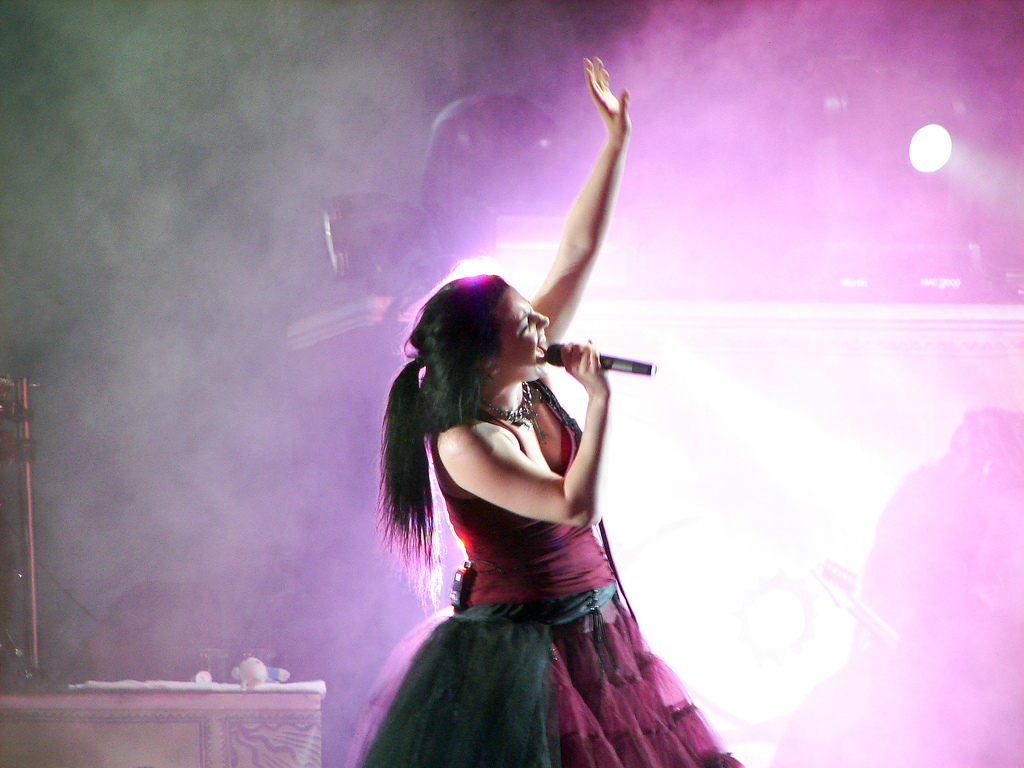
Amy Lee 2007.

I början av 2003 var Evanescence ett komplett band, bestående av Amy Lee (sång/piano), Ben Moody (gitarr), John LeCompt (gitarr), Rocky Gray (trummor) och Will Boyd (bas), som alla hade arbetat med Evanescence tidigare låtar. Samtidigt skrev gruppen på skivkontrakt med Wind-Up Records och började arbeta på sitt första fullängdsalbum Fallen. Albumet producerades av Moody tillsammans med Ugly Kid Joe-gitarristen Dave Fortman och släpptes den 4 mars samma år.  Det har sålt i över 15 miljoner ex över hela världen, inklusive 6,6 miljoner i USA. Albumet låg 43 veckor på Billboard Top 10 samt 104 veckor på Billboard Top 200 och var ett av åtta album i historien som legat på Billboard Top 50 i minst ett år.
Låten "Bring Me to Life", som gästas av Paul McCoy från 12 Stones, blev en internationell hit för bandet och nådde femte plats på American Billboard Hot 100. Den försåg Evanescence med deras första #1 i Storbritannien där den stannade i fyra veckor, juni-juli 2003. Låten blev också det officiella temat för WWE No Way Out 2003. Den lika populära "My Immortal" nådde sjunde plats i USA och Storbritannien, och båda låtarna finns med i soundtracket till filmen Daredevil. Vid Grammy Award 2004 vann de pris för "Best Hard Rock Performance" och "Best New Artist" medan de också var nominerade i två andra kategorier. De två andra singlarna från albumet Fallen var "Going Under" och "Everybody's Fool".
Den 22 oktober 2003 lämnade Moody bandet under Fallen-turnén i Europa, enligt uppgift på grund av kreativa skillnader. I en intervju flera månader senare säger Amy Lee: "... vi hade kommit till en punkt att om något inte förändrades, skulle vi inte ha kunnat göra en andra skiva." Detta ledde till förvirring för vissa personer, det anges i Fallen att Moody och Lee var bästa vänner. Sedan dess har Lee sagt att det nästan var en lättnad att han slutade på grund av spänningar som skapas inom bandet. Moody ersattes av Terry Balsamo från Cold.
2004 gav man ut ett livealbum/dvd, betitlat Anywhere but Home och inspelad under en konsert i Paris. Dvd-utgåvan innehåller bakom kulisserna-material medan CD-utgåvan innehåller den tidigare outgivna låten "Missing". Här finns också livespåren "Breathe No More", "Farther Away" och bandets cover på Korns "Thoughtless".

### The Open Door(2006–2008)

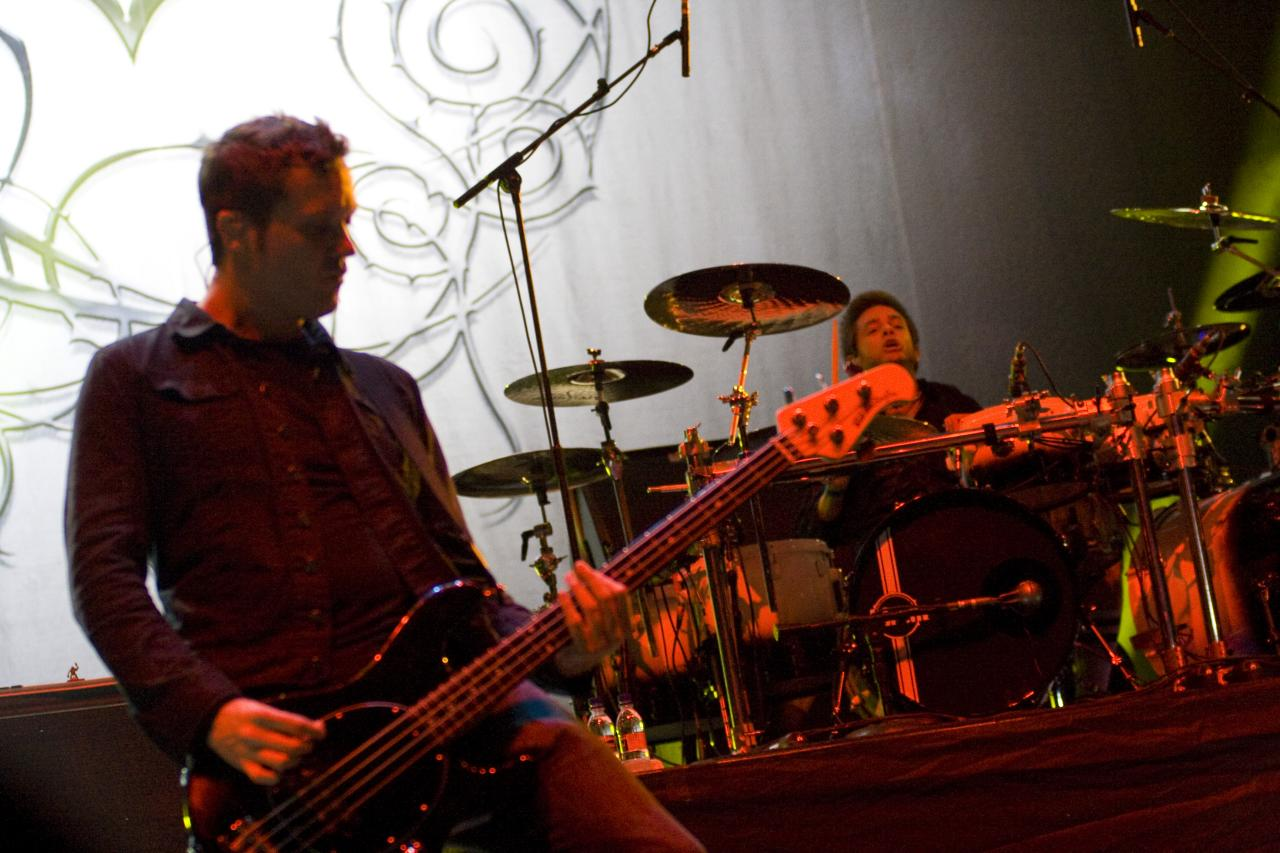
Evanescence live i São Paulo, Brazil 2009.

En talesman för bandets bolag bekräftade den 14 juli 2006 att basisten Will Boyd hade lämnat bandet för att han "inte ville göra ännu en stor turné" och "ville vara nära sin familj". Amy Lee berättade nyheten till fansen i ett inlägg på en inofficiell Evanescence webbplats, EvBoard.com. I en intervju med MTV, som publicerades på deras webbplats den 10 augusti 2006, meddelade Lee Revolution Smile-gitarristen Tim McCord som ny basist.
Arbetet med gruppens andra studioalbum, The Open Door, framskred långsamt av flera skäl; bland annat Amy Lees önskan att maximera den kreativa processen och inte rusa till produktion, andra bandmedlemmarnas sidoprojekt, gitarristen Terry Balsamos stroke, och förlusten av deras tidigare chef. Även om Lee på fanforumet Evboard angav att albumet skulle vara färdig i mars 2006, släpptes det först 25 september 2006. The Open Door och blev en fortsatt succé trots att den inte lyckades sälja riktigt lika bra som Fallen. För att marknadsföra skivan åkte Amy Lee och John LeCompt samma månad till Europa, inklusive London, Barcelona och Paris. På förhandsvisningarna spelades det nya albumet för fans som vunnit olika tävlingar, Lee och LeCompt besvarade frågor och spelade akustiska versioner av låtarna innan signeringen. Den 2 oktober 2006, dagen innan albumet släpptes i USA, var Evanescence med på Late Night with Conan O'Brien och framförde albumets första singel "Call Me When You're Sober". Bandet tillbringade även tid i New York med pressen och med fotografering för Metal Edge Magazine.
Turnén för The Open Door inleddes den 5 oktober 2006 i Toronto och inkluderade diverse scener i Kanada, USA och Europa under året. Den fortsatte 5 januari 2007 och stannade i Kanada (tillsammans med Stone Sour), Japan och Australien (tillsammans med Shihad) och sedan återvände till USA för en andra turné under våren (parallellt banden Chevelle och Finger Elva). Som en del av sin turné, fanns Evanescence med den 15 april 2007 på Argentinan festival Quilmes Rock 07 tillsammans med Aerosmith, Velvet Revolver och andra lokala band. De har också varit med på Family Values Tour 2007 tillsammans med bland andra Korn. Evanescence avslutade sin Europaturné med en sell-out-konsert på Amphi i Ra'anana i Israel den 26 juni 2007 medan den allra sista konserten gavs den 9 december 2007.
Den 4 maj 2007 meddelade John LeCompt att han hade avskedas från Evanescence, och också att trummisen Rocky Gray hade beslutat sig för att sluta. På sin Myspace-blogg uppgav LeCompt att Lee ringde till hans mobiltelefon för att avskeda honom, och att ingen varning tidigare hade getts. Det fanns inte heller några möjligheter till förhandlingar. På Evanescence officiella webbplats skrev Lee att bandet fortfarande var vid liv och att inga turnéhändelser hade avbrutits eller ändras.
Skivbolaget Wind-Up Records utfärdade ett pressmeddelande den 17 maj 2007 där de skrev att två Dark New Day-medlemmar, trummisen Will Hunt och gitarristen Troy McLawhorn, skulle gå med i bandet för att ersätta LeCompt och Gray. Lee skrev på forumet EvThreads.com att "Vi bara lånar Will och Troy för ett tag" och att de inte skulle lämna Dark New Day. Det var från början förklarat att Hunt och McLawhorn skulle turnera med Evanescence till slutet av Family Values Tour i september 2007, men båda fortsatte att spela med bandet genom hela The Open Door-turnén.

### Evanescence(2009 och framåt)
Den 22 februari 2010 återvände Evanescence, tillsammans med producenten Steve Lillywhite, till studion för att påbörja inspelningen av ett tredje studioalbum. Albumet planerades först att släppas någon gång under hösten 2010, vilket dock blev fördröjt. Arbetet återupptogs med den nya producenten Nick Raskulinecz under våren 2011 och det nya självbetitlade albumet fortsattes spelas in i april-juni. Albumet Evanescence släpps den 4 oktober 2011, tillsammans med singeln "What You Want" i augusti.

### Evanescence(2011)
Den 11 oktober 2011 släpptes det tredje studioalbumet, som var självbetitlat. Den första singeln är "What You Want" och bandet påbörjade en världsturné i samband med albumet.

## Musikstil och influenser
En exakt definition på Evanescence musikstil är omtvistat och kritiker brukar variera mellan att kalla Evanescence för ett rock- eller metalband. Man kan närmast beskriva deras musik som alternativ rock och alternativ metal påverkad av varierade genrer såsom gothic rock och metal, symfonirock och metal, och piano och arenarock. De har ofta kallats ett kristet rockband av vissa media och fans, men bandet har offentligt proklamerade att de inte vill klassificeras som sådana.
Bandet, och i synnerhet sångerskan Amy Lee, är influerade av artister som Björk, Tori Amos, Danny Elfman och Plumb, men även grupper som Black Sabbath, Type O Negative, The Cure, Linkin Park och Marilyn Manson har influerat gruppen som helhet. Evanescence har i sin tur omnämnts som influenser till ett antal mindre populära artister, till exempel Kerli, We Are the Becoming, Halestorm, Killer and The Star och The Letter Black.

## Kristen kontrovers
Ursprungligen främjades de i kristna butiker, men bandet gjorde klart att de inte vill ses som en del av den kristna rockgenren. Skivbolaget Wind-Up Records ordförande Alan Meltzer utfärdade ett pressmeddelande i april 2003 där han begärde att bandets musik tas bort från kristna butiker.
Under 2003 i en intervju med Entertainment Weekly, sade Ben Moody, "Vi ligger faktiskt ganska högt på de kristna listorna, och jag undrar; Vafan gör vi där?" Detta verkade gå emot tidigare uttalanden från Moody att "Vi hoppas att uttrycka i vår musik att kristendomen inte är en stelbent förteckning över regler att följa ..." och även "Budskapet vi som bandet vill förmedla mer än något är enkel-Gud är kärlek." Detta har lett till kritik av bandet inom den kristna gemenskapen, ännu mer så med tanke på att bandet själva godkänt att distribuera Fallen till den kristna marknaden. Följderna av dessa kontroverser ledde till att "Bring Me To Life" ströks av många kristna radiostationer, låten var Top 5 i Radio & Records "Christian Rock Top 30 en vecka, och helt borta nästa. Ex-sångaren och keyboardisten David Hodges, lämnade så småningom bandet under de kontroverser med andra medlemmar om att han hade dragit dem i mer av en kristen riktning än Lee och Moody var bekväm med.
När Billboard frågade under 2006 om Evanescence var ett "kristet band," Svarade Amy Lee: "Can we please skip the Christian thing? I'm so over it. It's the lamest thing. I fought that from the beginning; I never wanted to be associated with it. It was a Ben thing. It's over."

## Evanescence i media
- I amerikanska militär-SF-författaren John Ringos roman Cally's War nämns Evanescence och deras debutalbum Fallen två gånger, tillsammans med en kort behandling av stilar och effekterna av albumet hade på ungdomar år 2003.

- Skådespelaren och brottaren Christian Cages temalåt är en instrumentell version av Evanescence-låten "My Last Breath" inspelad av Dale Oliver med titeln "Take Over". Den finns med på albumet 3rd Degree Burns: The Music of TNA Wrestling, Vol. 1 (2006).

- I Gilmore Girls-avsnittet "The Lorelais' First Day At Yale" säger Lorelai; "Bring some music, but if it's Evanescence, you will be severely mocked."

## Medlemmar
Nuvarande medlemmar

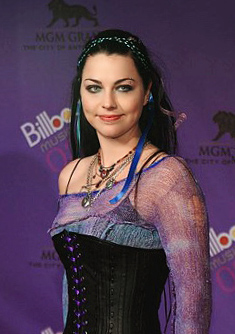
Amy Lee är bandets sångerska och enda ständiga medlem.

- Amy Lee – sång, piano, keyboard, harpa (1994–nutid)
- Tim McCord – gitarr (2022–nutid); bas (2006–2022)
- Will Hunt – trummor (2007–nutid)
- Troy McLawhorn – gitarr (2007–nutid)
- Emma Anzai – bas, bakgrundssång (2022–nutid; turnerande musiker)

Tidigare medlemmar
- Ben Moody – sologitarr, basgitarr, bakgrundssång (juli 1994–oktober 2003)
- David Hodges – keyboard, piano, trummor, bakgrundssång (1999–december 2002)
- John LeCompt – kompgitarr, bakgrundssång (2003–2007)
- Rocky Gray – trummor, slagverk (2003–2007)
- William Boyd – basgitarr (januari 2003–juni 2006)
- Terry Balsamo – sologitarr (november 2003–2015)
  - Jen Majura – guitar, backing vocals, theremin (2017–2022; touring musician 2015–2017)

Bidragande musiker
- Francesco DiCosmo – basgitarr (2003; studio på Fallen)
- Josh Freese – trummor, slagverk (2003; studio på Fallen)

## Diskografi
Studioalbum
- 2003 – Fallen
- 2006 – The Open Door
- 2011 – Evanescence
- 2017 – Synthesis
- 2021 – The Bitter Truth

Livealbum
- 2004 – Anywhere but Home
- 2018 – Synthesis Live

Samlingsalbum
- 2016 – Lost Whispers